# Kanton Colmar-Nord
Kanton Colmar-Nord (fr. Canton de Colmar-Nord) byl francouzský kanton v departementu Haut-Rhin v regionu Alsasko. Tvořila ho pouze severní část města Colmar. Zrušen byl po reformě kantonů 2014.